# اولیس کالاکورپی
اولیس کالاکورپی (انگلیسی: Aulis Kallakorpi; ۱ ژانویهٔ ۱۹۲۹ – ۱۵ مهٔ ۲۰۰۵) اسکی‌باز پرش اهل فنلاند بود.